# La caça de l'Octubre Roig
La caça d'Octubre Roig (títol original: The Hunt for Red October) és una pel·lícula estatunidenca dirigida per John McTiernan estrenada l'any 1990, a partir de la novel·la Octubre Roig de Tom Clancy apareguda l'any 1984. Ha estat doblada al català.

## Argument
1984. Equipat d'un nou sistema de propulsió silenciós anomenat « eruga » que el fa indetectable, el submarí Octubre Roig és la joia de la marina soviètica. Les primeres proves són confiades al comandant Marko Ramius, un veterà amb un full de servei irreprotxables. Però aquest, que ha entès que aquest enginy és una arma de primer nivell, desobeeix les ordres i posa rumb cap els Estats Units, amb la finalitat de passar-se a l'oest. L'Estat-major soviètic ha informat de les seves intencions per una carta que el comandant Ramius ha enviat abans de la seva sortida. Els soviètics fan tot el possible per impedir lliurar el submarí als Estats Units, incloent-hi anunciar als americans que Ramius té una crisi de bogeria, els vol atacar, pels forçar a atacar el submarí si el detecten.
Del costat americà, l'analista de la CIA Jack Ryan coneix Marko, i arriba a la conclusió que desitja passar-se a l'Oest. Els militars no n'estan convençuts, però un dirigent li dona tres dies per provar la seva teoria.
A l'oceà Atlàntic, el submarí dels Estats Units USS Dallas intenta seguir l'Octubre Roig. Un expert en detecció sonar troba un mitjà de descobrir el navili rus. Quan Jack ho sap, es fa portar en helicòpter fins al submarí.Tot just a bord, el comandant rep l'ordre de destruir Octubre vermell, però Jack el persuadeix d'intentar comunicar-se abans. Obtenen la confirmació que Marko desitja passar a l'Oest. Llavors s'organitza un estratagema per fer creure als soviètics que Octubre Roig ha estat destruït, mentre que es recuperat pels Estats Units.

## Repartiment
- Sean Connery: el comandant Marko Ramius
- Alec Baldwin: Jack Ryan
- Scott Glenn: el comandant Bart Mancuso
- Sam Neill: el comandant Vassili Borodine
- James Earl Jones: l'almirall de la CIA James Greer
- Joss Ackland: l'ambaixador Andreï Lysenko
- Richard Jordan: el conseller presidencial Jeffrey Pelt
- Tim Curry: el metge Yevgueni Petrov
- Ronald Guttman: tinent Melekhin,
- Peter Firth: el comissari polític Ivan Poutine
- Courtney B. Vance: l'operador sonar Ronald Jones
- Ned Vaughn: Operador sonar segon Beaumont
- Stellan Skarsgård: el comandant Viktor Tupolev
- Jeffrey Jones: l'enginyer naval Skip Tyler
- Timothy Carhart: el tinent Bill Steiner
- Anthony Peck: el tinent Thompson
- Larry Ferguson: Watson
- Fred Dalton Thompson: l'almirall Joshua Painter
- Daniel Davis: el comandant Charlie Davenport
- Artur Cybulski: Yuri
- Michael Welden: el tinent-capità Grigoriy Kamarov
- Gates McFadden: Caroline Ryan

## Producció

### Càsting
Quan ha rebut el guió per fax, Sean Connery ha trobat que la intriga era poc real en el context de la post-guerra freda. No li havien enviat la pàgina de guarda del script, que indicava explícitament que la història tenia lloc el 1984.
Kevin Costner i Klaus Maria Brandauer van ser contactats inicialment pels papers de Jack Ryan i de Marko Ramius. Brandauer va rebutjat perquè acabava de trencar-se una cama. Ell va proposar Sean Connery a qui havia conegut durant el rodatge del James Bond Mai diguis mai més.
Per la preparació del seu paper de Mancuso, Scott Glenn va buscar Thomas B. Fargo, el comandant de la USS Salt Lake City, que el va acompanyar en una sortida al mar. Va dir en una entrevista que la seva interpretació havia estat inspirada pel comportament que havia pogut observar en els dies passats a bord.

### Rodatge
El rodatge va tenir lloc la primavera de 1989.
En el rodatge, els actors que interpretaven la tripulació de l'USS Dallas  van fer un creuer a bord d'un autèntic submarí amb la finalitat que es familiaritzessin amb el mode de vida a bord. D'altra banda, l'USS Houston va fer el paper de l'USS Dallas al film.
El model del submarí Octubre Roig no ha estat mai a l'aigua. Estava suspès per 12 cables sobre una reixa, cosa que donava la possibilitat de poder-lo inclinar o girar quan era necessari. L'efecte sota l'aigua ha estat obtingut gràcies a una mica de fum i alguns retocs digitals.
Una part del film té lloc en un submarí rus, els membres de la tripulació parlen en rus. Per fer la transició, el film fa servir un artifici original: un oficial polític soviètic agafa un llibre de Ramius, i llegeix una cita, començant en rus per acabar en anglès, després d'una curta pausa de puntuació, la cita és un verset bíblic de l'Apocalipsi. La paraula Harmagedon es pronuncia de la mateixa manera en anglès i en rus.
Per distingir els diferents interiors de submarí, les escenes al submarí americà són il·luminades amb una llum vermella, mentre que són blaves a l'Octubre Roig soviètic, i verdes al VK Konovalov, el submarí del comandant Tupolev. També, les parts del submarí rus visibles al film no són ben realistes, la plaça de comandament és molt dissenyada i àmplia, cosa impensable en aquest tipus d'enginy, i el conjunt del submarí és molt dèbilment il·luminat. La verdadera plaça de comandament del Typhoon és prou il·luminada i estreta, amb canonades per tot arreu. Igualment, el conjunt dels corredors del submarí és relativament clar (pintat en tons de verd).

## Rebuda
La caça d'Octubre Roig surt a 1.225 sales el 2 de març de 1990, i acumula 17 milions de dòlars durant el primer cap de setmana, o sigui més de la meitat del seu pressupost. El film assoleix al total 122 milions de dòlars a Amèrica del Nord, i 200 milions de dòlars al món, per un pressupost de 30 milions de dòlars.
El film rep critiques negatives de la majoria de les principals revistes des de la seva estrena en sales però és un dels èxits de l'any. El critic Hal Hinson del Washington Post escriu: « Res no passa, almenys a la pantalla… No hi ha gran cosa a mirar. Quan arriben finalment les escenes d'accions, les imatges submarines són obscures i impossibles de seguir. »
Vincent Canby a la seva rubrica del New York Times escriut: « M. McTiernan no és un director subtil. El públic és advertit per lletra i música quan ha de témer el pitjor, tot i que l'acció a la pantalla li diu el contrari. »
Per David Ansen, de Newsweek, « al nivell de les tripes Octubre Roig decep. […] Com una caldera massa plena, passa molt de temps abans d'arribar a l'ebullició. »
No obstant això, Roger Ebert el qualifica de « film eficaç, hàbil, que et submergeix en un joc hàbil i enganyós. »
Nick Schager, per la revista Slant anota « A la persecució d'Octubre Vermell és un thrilling edge-of-your-seat trifle qui ha resistit admirablement a la prova del temps.».
El 2014, el film té una taxa del 96 % de critiques positives a Rotten Tomatoes amb 45 critiques recollides.